# Alagados (canção)
"Alagados" é uma canção escrita por Bi Ribeiro, João Barone e Herbert Vianna, os três membros do grupo Os Paralamas do Sucesso, para Selvagem?, o terceiro álbum da banda que foi lançado originalmente em 1986.  A música foi classificada em 63º lugar na lista das 100 maiores músicas brasileiras publicada pela revista Rolling Stone ..

## Informação
A canção faz um relato da dura realidade da vida nas favelas brasileiras, mais especificamente nas cariocas (como presenciado no verso "a cidade que tem braços abertos num cartão-postal"), durante o período da intensa crise socioeconômica que atingiu o país durante a década de 1980. No refrão, faz um paralelo desta realidade com a da favela de Trenchtown, na Jamaica, e da favela de Alagados, em Salvador, colocando-as num mesmo nível. A canção retrata a cidade do Rio de Janeiro como sendo um lugar com "punhos fechados" e que "nega oportunidades" a seus moradores mais pobres, enquanto que essa interpretação pode ser expandida para todo o País daquela época. Também é feita uma referência à popularização em massa dos aparelhos televisores naquele período, no verso "a esperança não vem do mar, nem das antenas de tevê". A canção mostra ainda como a fé do brasileiro numa melhoria de sua qualidade de vida parece ter acabado quase por completo durante essa época.
Em “Alagados”, Herbert Vianna faz uma crítica à situação de desumana de desigualdade social e ao que parece um capitalismo selvagem.
Como pano de fundo ele usou as imagens dos grandes bolsões de miséria instalados em orlas paradisíacas existentes mundo afora, como a favela dos Alagados, em Salvador; a favela de Trenchtown, em Kingston, capital da Jamaica; e a favela da Maré, no Rio de Janeiro. Esta escolha é proposital, justamente para mostrar o contraste entre a alegria (estas três cidades são sinônimos de festa) e a tristeza (a situação deprimente dos moradores dessas favelas).
A canção traz influências de juju music e samba e traz a participação de Gilberto Gil e do percussionista Marçalzinho, que gravou um tamborim.
Na primeira estrofe, ele mostra que para as pessoas que vivem nessas condições sub-humanas, o amanhecer de um dia já é um grande desafio, pois o despertar lhes tira do mundo da fantasia (os sonhos) para as suas duras e miseráveis realidades, aqui exemplificadas por palafitas, trapiches e farrapos. Além, é claro, dos filhos (nestes conglomerados, invariavelmente, a quantidade de crianças é imensa, sendo estas as principais vítimas do descaso).
Na segunda estrofe, para fixar a insensibilidade das autoridades, Herbert usou uma imagem forte: a figura do Cristo Redentor de braços abertos, tão explorada pelos governantes do Rio de Janeiro como um símbolo de acolhimento, na verdade é uma falácia, pois a triste realidade daquelas pessoas mostra que a cidade (a sociedade), além de não acolhê-las, abandonou-as à própria sorte.
O trecho “a esperança não vem do mar, NEM das antenas de TV” garante que a resolução daqueles problemas não virá por qualquer uma dessas opções.
Assim, percebemos que ele usa o refrão para, além da crítica social, também fazer um alerta àquelas pessoas: se elas quiserem realmente que a justiça social lhes seja feita, elas têm que ir à luta, pois a esperança de justiça tão esperada não virá daquele mar à sua frente (uma eventual referência ao Sebastianismo?), muito menos virá por intermédio das antenas de TV (a televisão, proposta como um meio de informação e comunicação é também, sabemos, um mundo de fantasias), ou seja, nada do que almejam cairá do céu.
Nos dois últimos versos ele demonstra que é necessário ter fé (a arte de viver baseia-se nela), assim como o seu ceticismo em relação às autoridades e à burguesia (só não se sabe fé em quê).

## Videoclipe
O videoclipe de "Alagados", em sintonia com a letra, mostra cenas de moradias em condições irregulares, catadores de lixo, vendedores ambulantes e moradores de rua. Mostra também os integrantes da banda percorrendo o cenário das favelas do Rio de Janeiro e até sendo revistados por policiais - recebendo o famoso "baculejo".